# Domaine Saint-Bernard

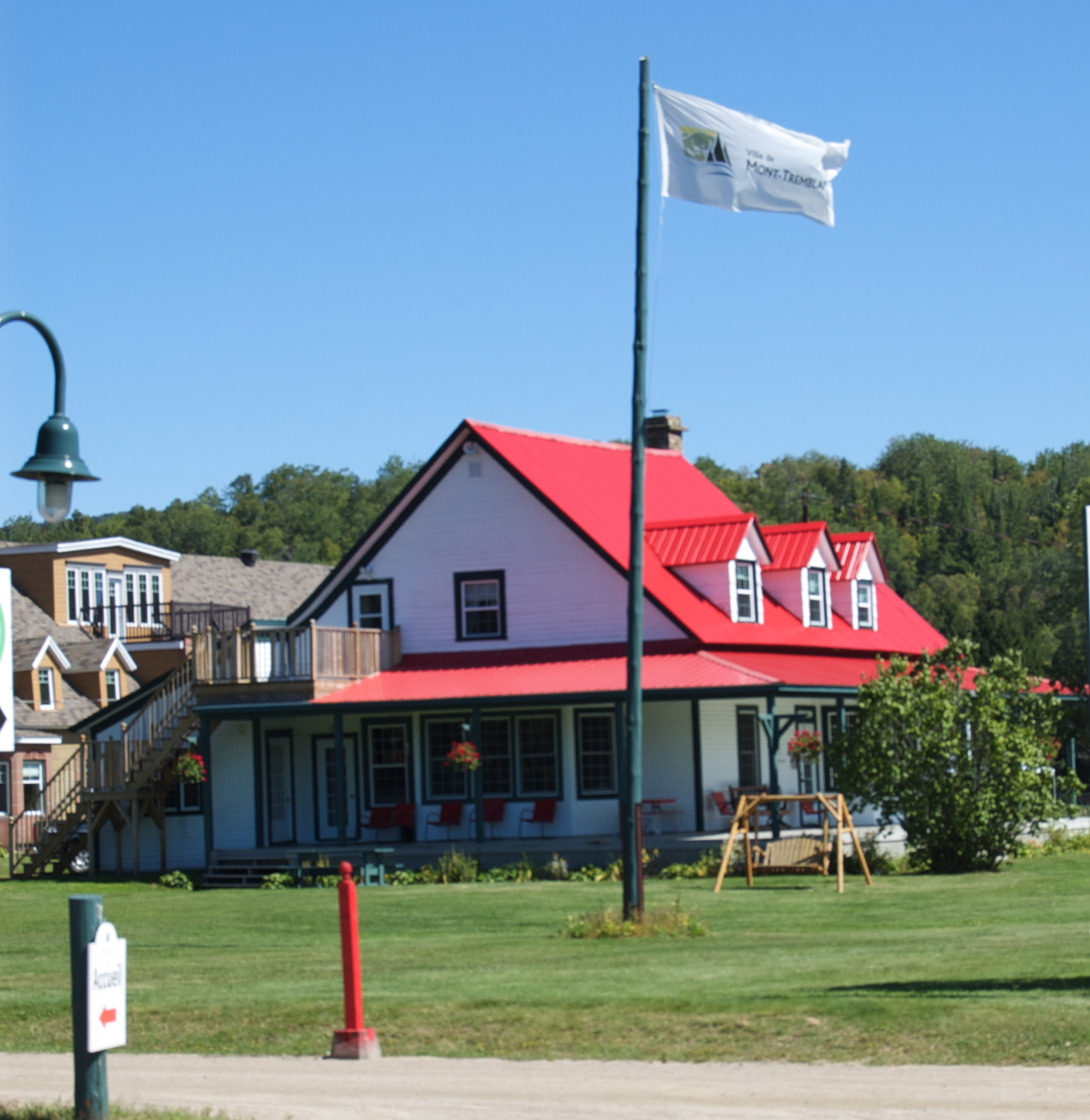

Le Domaine Saint-Bernard est un espace vert, classé comme « parc écotouristique communautaire », préservé à perpétuité par la Fiducie du Domaine Saint-Bernard. D'une superficie de 1500 acres situés à l'ouest de la rivière du Diable, au pied du Mont-Tremblant dans Les Laurentides au Québec, Canada, on peut considérer l'endroit comme un site enchanteur et des plus paisible. Sports d'hiver et d'été se succèdent au gré des saisons et plusieurs activités socio-culturelles et éducatives s'y déroulent tout au long de l'année.
La gestion du Domaine Saint-Bernard est sous la responsabilité d’une Fiducie d’utilité sociale sous l’administfration de la ville de Mont-Tremblant. L’équipe de gestion est composée de bénévoles issus de la communauté.
La Mission de la Fiducie du Domaine Saint-Bernard :
“Protéger et mettre en valeur le Domaine Saint-Bernard dans le respect du milieu naturel pour le bénéfice des utilisateurs présents et futurs par le biais d'activités récréatives, culturelles, éducatives, sportives, sociales et scientifiques.”

## Historique
- 1898: Premier résident: Paul-Émile Raynaud, exploitation agricole.
- 1902: Isabelle Laurent
- 1910: Curé de la Minerve, Pierre Delabre.
- 1913: Assureurs montréalais Lee, Jones et Langlois: construction de quelques chalets
- 1935: Robert J. Rousso baptise: Domaine Onontio.  Transformation des bâtiments de ferme en hôtel (le Petit et le Grand Saint Bernard) et ajout de quelques chalets quatre saisons.
- 1951: les Frères de l'Instruction chrétienne: formation d'éducateurs
- 1999: Achat par la municipalité
- 2000: Création de la Fiducie du Domaine Saint-Bernard

## Activités
- Observation astronomique au Pavillon Velan
- Sentier "Les planètes"
- Interprétation de la nature
- Jardin de plantes médicinales
- Sentiers pédestres et vélos de montagne
- Plage, baignade et location d'embarcation (juillet / août)
- Ski de fond
- Ornithologie

## Hébergement

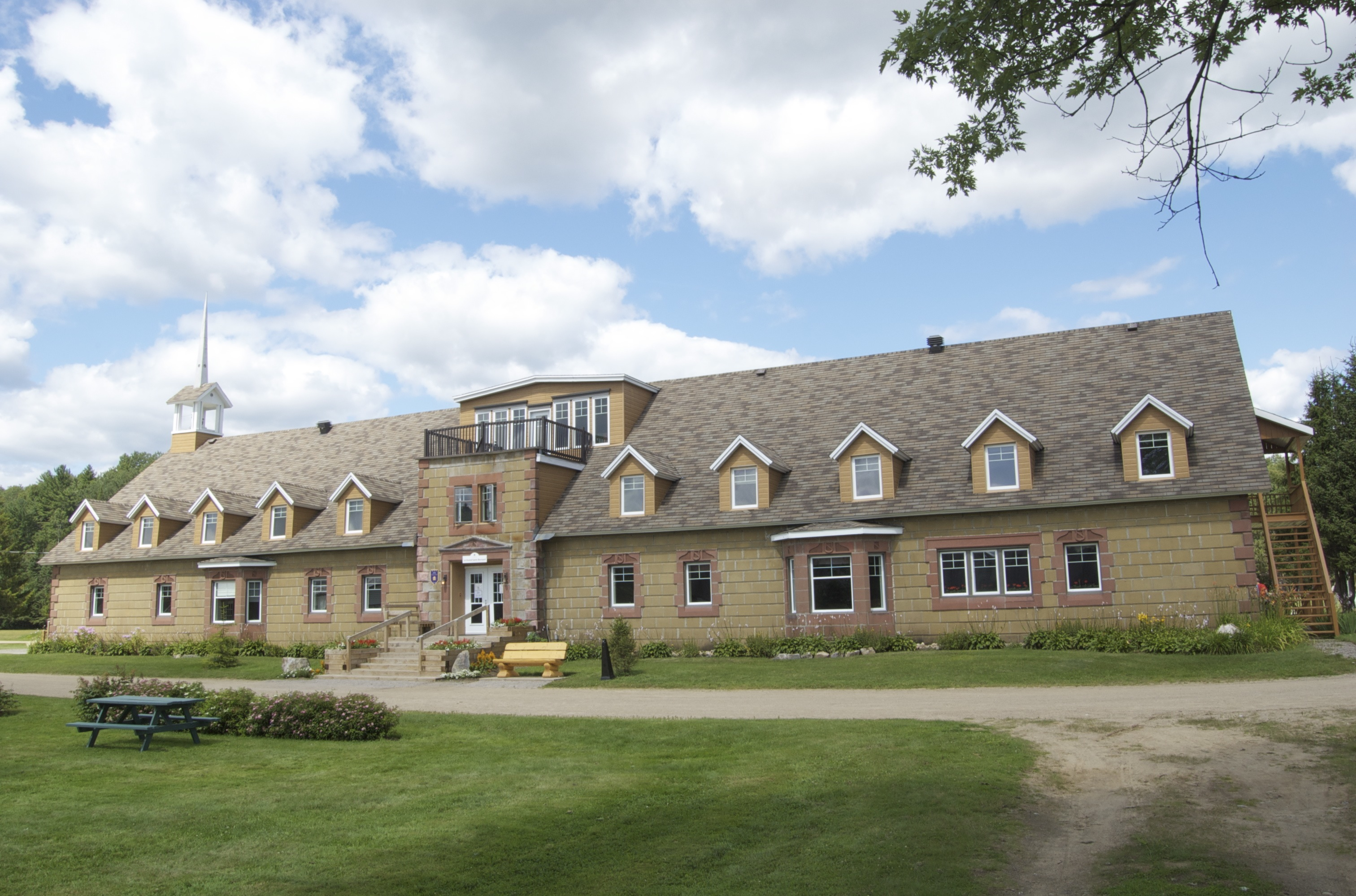
Hébergement de groupe.

Le domaine met à la disposition des visiteurs 3 établissements pouvant loger un maximum de 83 personnes.
- Le Grand Saint-Bernard

D'abord un des principaux bâtiments de ferme l'édifice s'est transformé avec le temps.  Le Grand Saint Bernard a été rénové et transformé en hôtel dès 1938. Puis les frères de l'Instruction Chrétienne y ont incorporé une chapelle. Actuellement on peut y recevoir 63 personnes. En 2009, 3 chambres ainsi qu'une salle de bain pour personnes à mobilité réduite,  ont été aménagées au premier plancher. L'espace de la chapelle sert maintenant de petite salle de réunion et salon, seul le clocher reste en place.
Le Domaine favorise les groupes pour l'hébergement. Lorsqu'un groupe réserve l'espace de résidence (un minimum de 30 personnes étant requis) tout l'édifice leur est réservé.
- Au Pavillon de Chasse adjacent au Grand Saint Bernard il y a de la place pour 8 à 12 personnes.

- La Maison de Ferme elle, est située à l'entrée du Domaine. Cet endroit peut accueillir entre 6 et 8 invités.